# Georg Stoeckert
Georg Hermann Heinrich Stoeckert, auch Georg Stöckert, (* 23. Mai 1843 in Jessen (Elster); † 11. März 1894 in Züllichau) war ein deutscher Pädagoge und Autor.

## Leben
Stoeckert erhielt zunächst Unterricht durch seinen Vater, der Pfarrer in Kalbe an der Saale war, und besuchte dann ab Ostern 1859 die Landesschule Pforta. Er war dort ein enger Mitschüler von Friedrich Nietzsche. Überliefert ist Stoeckerts Tagebucheintrag vom 14. November 1862, in dem er seine Eindrücke vom jungen Nietzsche schildert. 1864 legte er sein Abitur ab. Er studierte Philologie in Halle (Saale) und Bonn. In Bonn war er Mitglied der Bonner Burschenschaft Frankonia. Stoeckert wirkte ab Ostern 1869 als Lehrer am Pädagogium in Züllichau. Nach einem Probejahr wurde er fest angestellt und arbeitete als Oberlehrer bis zu seinem Tod am Pädagogium. Stoeckert hatte promoviert und war in Züllichau wohl länger Vorsitzender des Stadtrates.
Er ist der ältere Bruder der Jugendschriftstellerin Fanny Stoeckert.

## Werke (Auswahl)
- Die Admission der deutschen Reichsstände zu dem westfälischen Friedenscongresse, 1868
- Ueber die im siebzehnten Jahrhundert versuchte Reform der deutschen Reichsverfassung, 1871 (Digitalisat)
- Die Zerstörung Magdeburgs, Historische Tragödie, 1881
- Beiträge zur Verfassungsgeschichte der Stadt Magdeburg, Züllichau 1888
- Der Bildungswert der Geschichte, 1892